# Transports au Pakistan

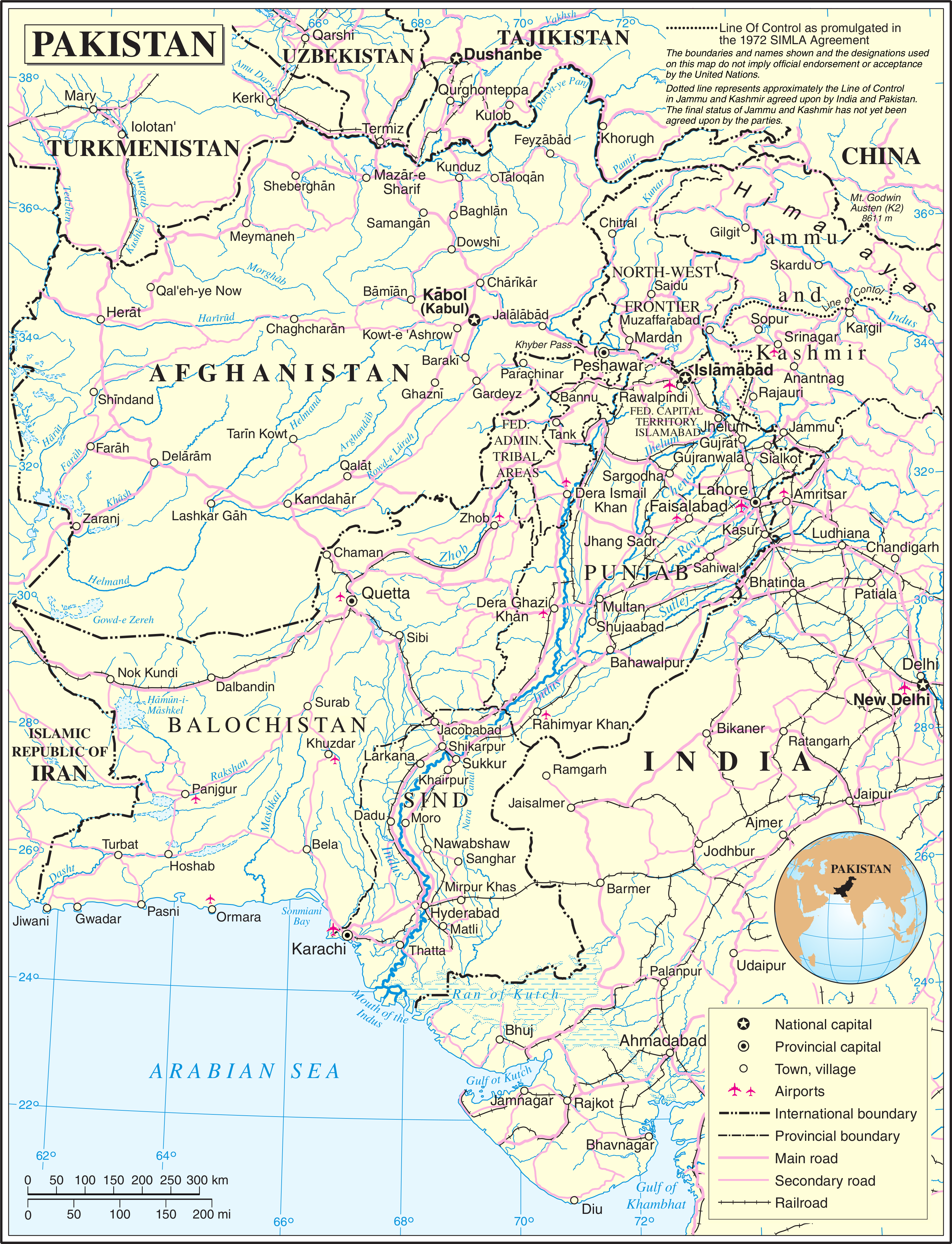
Carte du réseau de transport pakistanais.

Les transports au Pakistan circulent grâce à l'ensemble des routes nationales, des autoroutes, des chemins de fer, et des aéroports qui constituent le mode de transport pakistanais.

## Transport ferroviaire

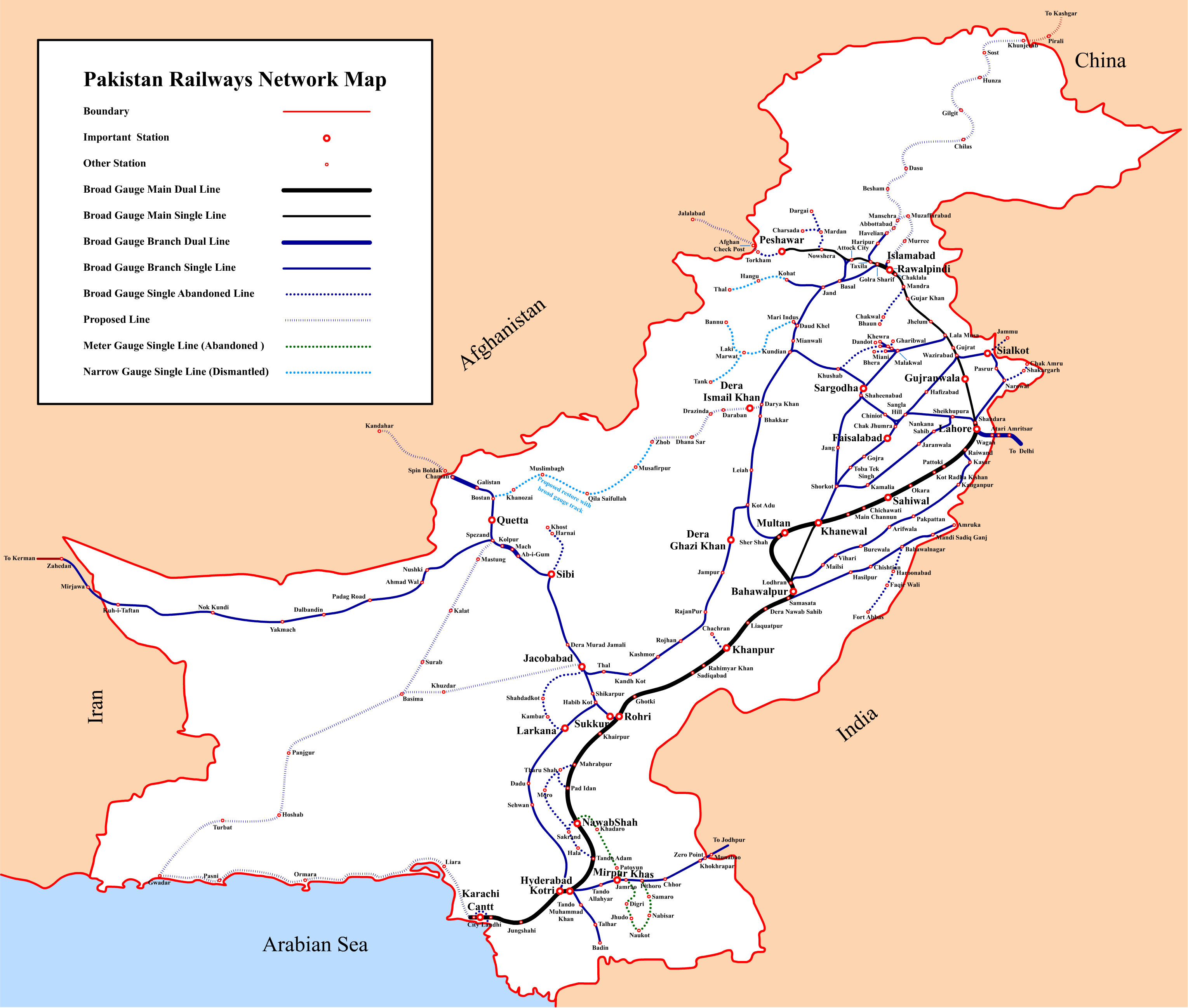
Carte des lignes ferroviaires.

Le marché du transport ferroviaire pakistanais est intégralement détenu par la Pakistan Railways, la compagnie nationale de chemins de fer. Ce réseau de chemins de fer, en grande partie hérité l'époque de l'empire britannique, dessert toutes les principales villes pakistanaise. Il a une longueur totale de 8 163 kilomètres.
Les principales lignes sont :
- Peshawar - Karachi
- Peshawar - Quetta
- Lahore - Sialkot
- Lahore - Faisalabad
- Faisalabad - Khanewal

C'est le 13 mai 1861 que la première ligne de train fut inaugurée, celle-ci reliait Karachi et Kotri pour une distance de 169 kilomètres.
En 2007, un projet propose de relier le Pakistan et la Chine par la ville chinoise de Kashgar. Un autre projet existe aussi pour relier le port de Gwadar dans la province du Baloutchistan.

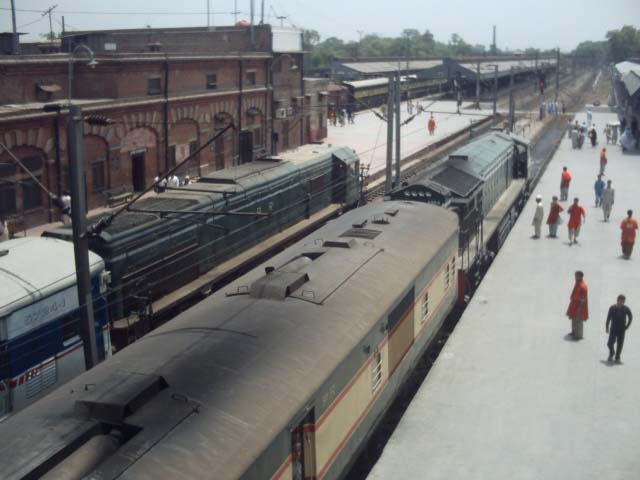
Un quai d'une gare pakistanaise.
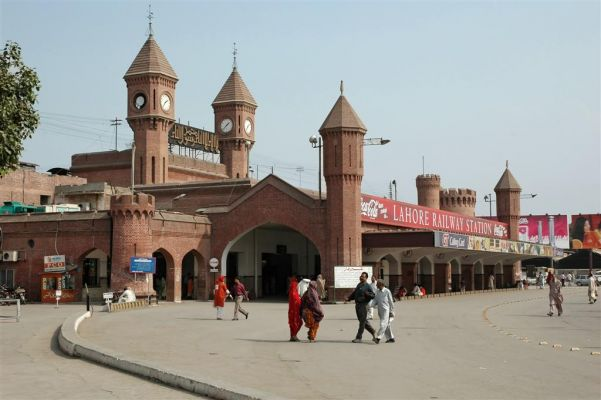
La gare de Lahore.
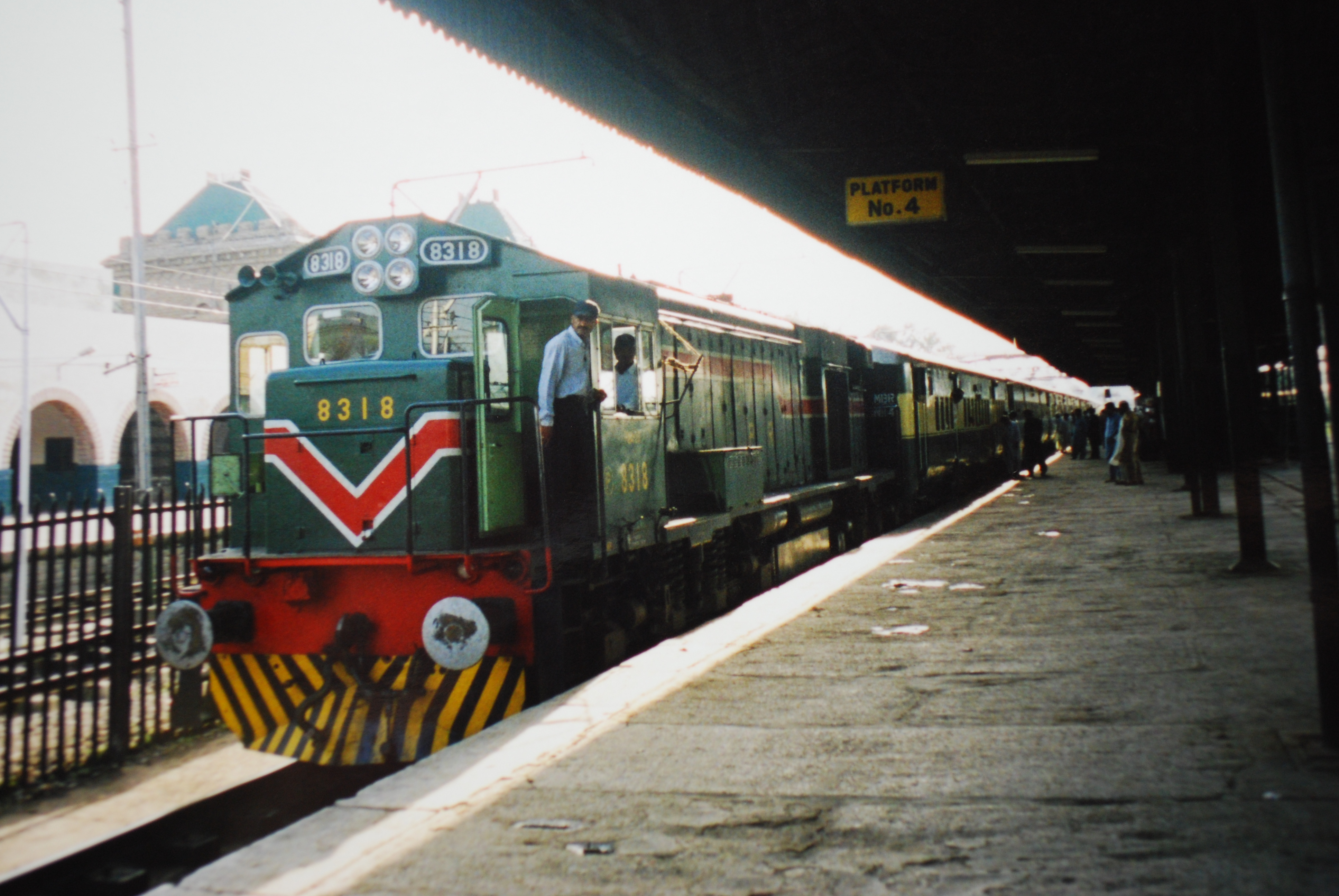
Un train arrive dans la gare de Rawalpindi.

## Routes nationales et autoroutes

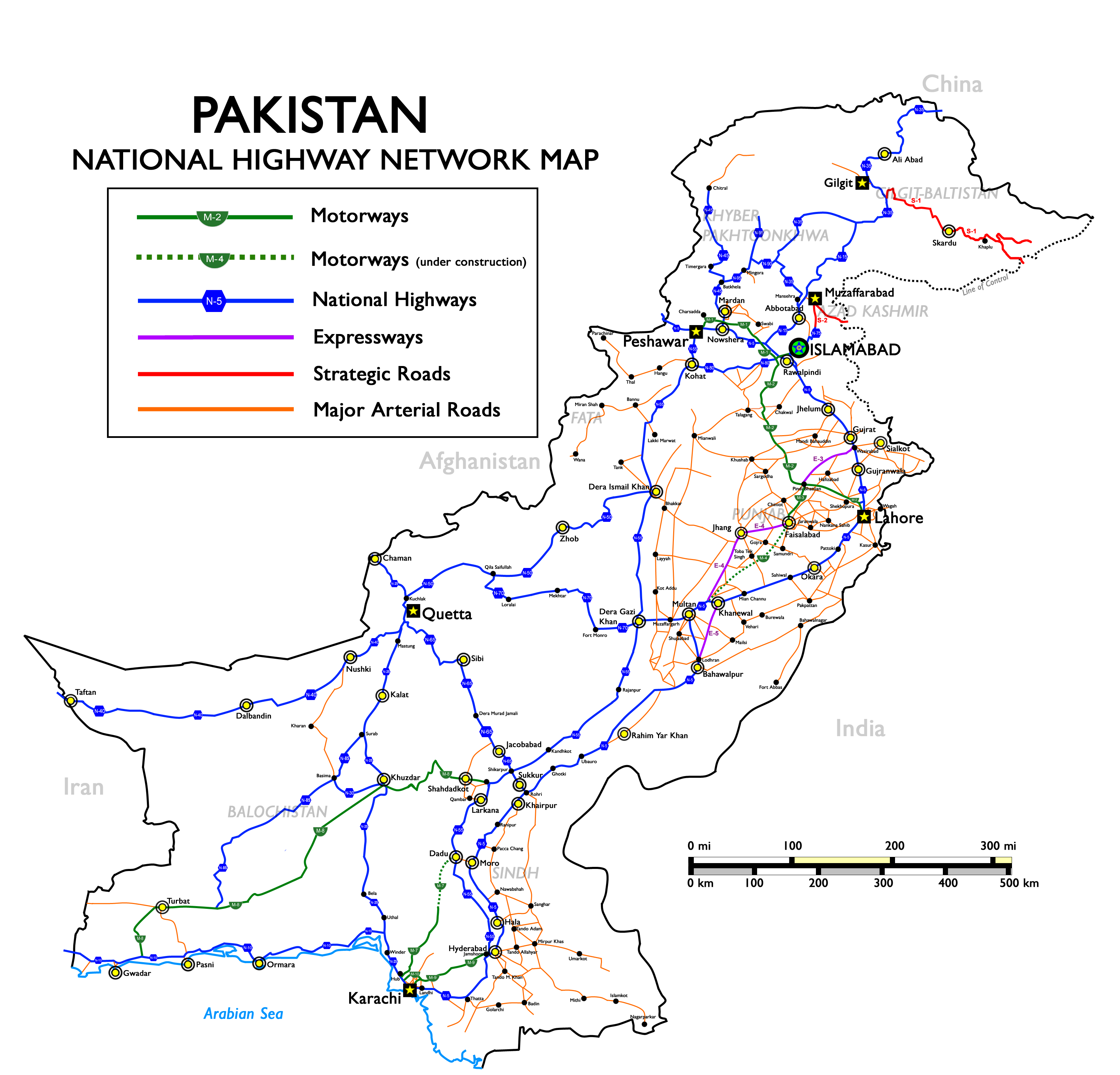
Autoroutes et routes nationales du Pakistan.

La construction des autoroutes débuta dans le début des années 1990, l'objectif étant de remplacer les routes nationales, et de faciliter le transport des marchandises vers le principal port d'exportation du Pakistan, Karachi. Actuellement, le Pakistan compte cinq autoroutes opérationnelles. Quatre autres autoroutes sont actuellement en construction, et deux autres sont prévus. Le but étant de relier les villes du nord du Pakistan avec Karachi. C'est Daewoo, une entreprise sud-coréenne, qui détient le contrat pour ces constructions.
La première autoroute construite fut terminée en 1997, elle relie Lahore, avec Rawalpindi et Islamabad.
En avril 2010, le total des autoroutes avait une longueur de 632 kilomètres. 2000 kilomètres d'autoroutes est en construction en juillet 2017 avec le project CPEC. Les vitesses autorisées sur ces autoroutes sont situées entre 80 km/h et 120 km/h.

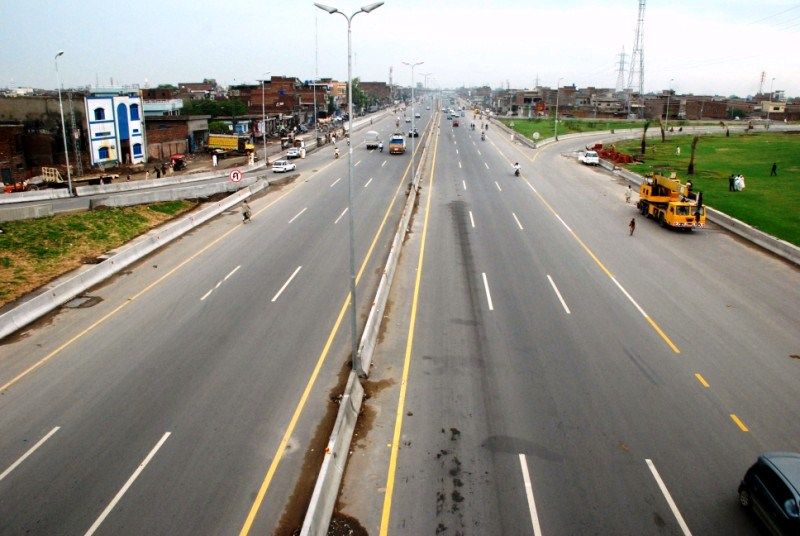
Le périphérique de Lahore, ici en fin de construction en 2009.

## Aéroports

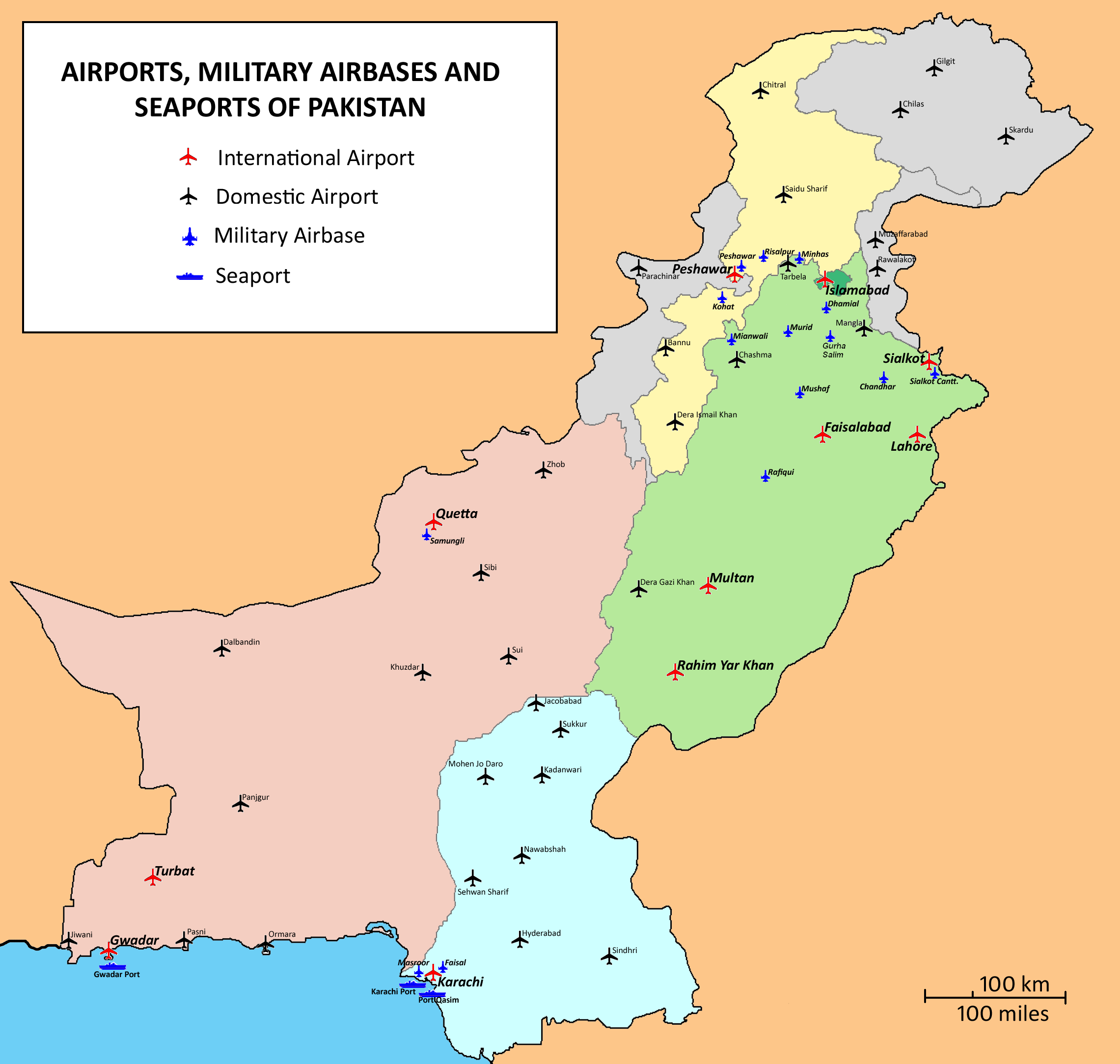
Carte des principaux aéroports du Pakistan.

Le Pakistan possède 11 aéroports internationaux :
- Aéroport international Jinnah (à Karachi)
- Aéroport international Allama Iqbal (à Lahore)
- Aéroport international Benazir Bhutto (à Rawalpindi)
- Aéroport international de Peshawar
- Aéroport international de Quetta
- Aéroport international de Faisalabad
- Aéroport international de Multan
- Aéroport international de Sialkot
- Aéroport international de Gwadar
- Aéroport international de Rahim Yar Khan
- Aéroport international de Turbat

Un nouvel aéroport est en construction près de d'Islamabad, il a pour but de désengorger l'aéroport Benazir Bhutto et devrait entrer en fonction le 14 août 2017. Il deviendra alors le plus grand aéroport du pays.

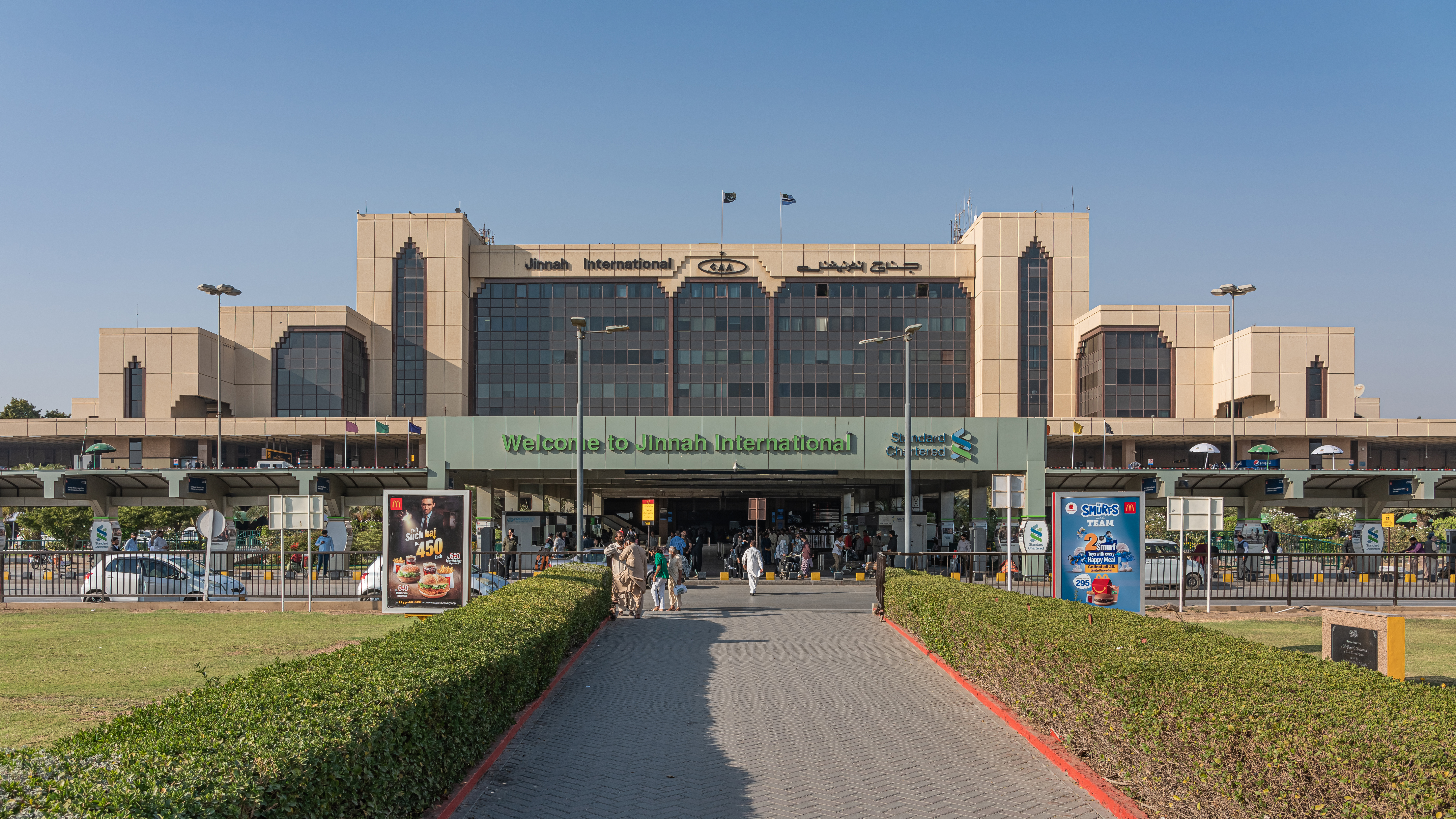
L'aéroport Jinnah, à Karachi.
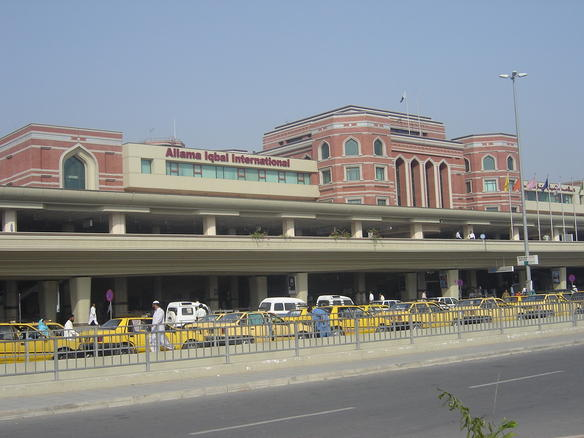
L'aéroport d'Allama Iqbal, à Lahore.